# Komik

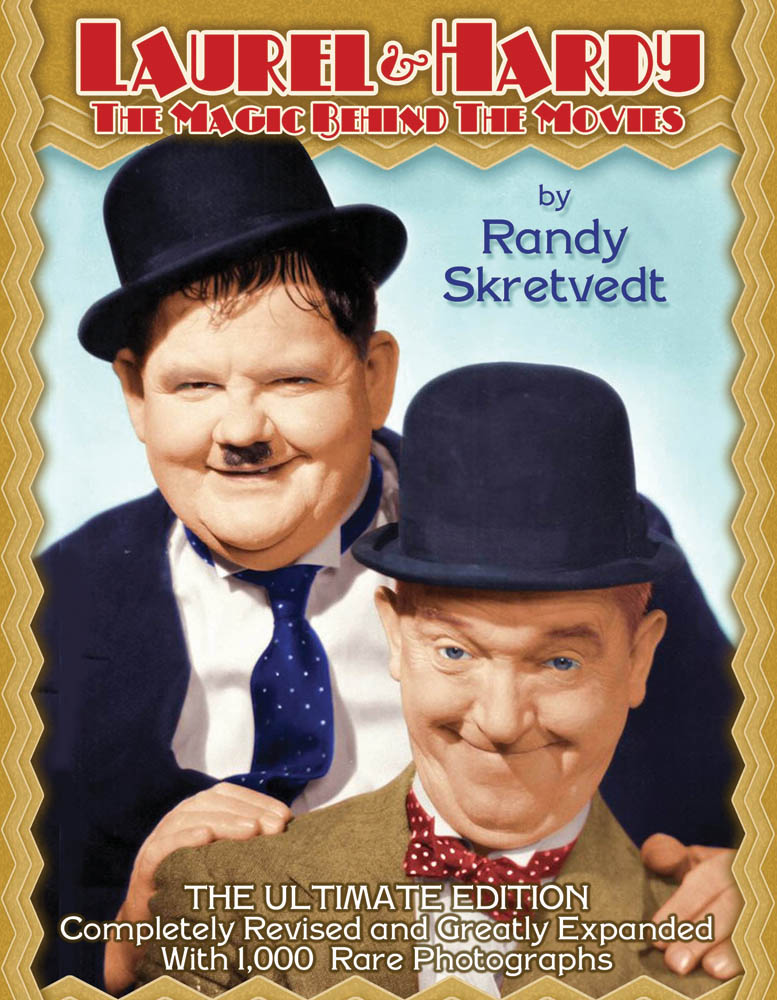
Komicy (Flip i Flap)

Komik – artysta uprawiający komedię, zarazem ktoś wesoły, o dużym poczuciu humoru. Komikiem może być artysta kabaretowy, a także stand-uper.